# Glenea unialbonotata
Glenea unialbonotata är en skalbaggsart som beskrevs av Maurice Pic 1946. Glenea unialbonotata ingår i släktet Glenea och familjen långhorningar. Inga underarter finns listade i Catalogue of Life.